# Kubna funkcija
Kubna funkcija  u matematici je svaka funkcija oblika
{\displaystyle f(x)=ax^{3}+bx^{2}+cx+d\qquad (1)},
gdje je a različito od nule. Pripadna jednadžba   {\displaystyle f(x)=0} je kubna jednadžba.   U pravilu, a naročito u nastavi matematike u srednjoj školi, misli se na realnu funkciju realne varijable, što znači da su koeficijenti a, b, c, d realni brojevi, a vrijednosti varijable x realne. Od sada se, ako izrijekom ne bude rečeno drukčije,  razmatraju samo takve funkcije

## Karakteristične vrijednosti kubne funkcije
Kubna funkcija kao i svaka druga polinomna funkcija ima neke karakteristične vrijednosti koje u koordinatnom sustavu na grafu funkcije predočavaju nultočke, ekstreme ili prijevojne točke (slika desno).

### Nultočke kubne funkcije
Kubna funkcija može imati tri nultočke, dvije nultočke od kojih je jedna dvostruka, jednu trostruku nultočku ili jednu (jednostruku)  nultočku.  Misli se na realne nultočke, a ako se dopuste i kompleksne, onda u posljednjem slučaju, uz rečenu realnu, postoje još i dvije kompleksno-konjugirane. Dakle, uvijek postoji bar jedna realna nultočka. Geometrijski, nultočke se očitavaju iz grafa funkcije: to su prve koordinate točaka u kojima graf funkcije siječe (odnosno dira) x-os. Tako za funkciju {\displaystyle f(x):=(x^{3}+3x^{2}-6x-8)/4\,}  nultočke su redom brojevi   -4, -1, 2, što se vidi i iz grafa koji siječe x-os redom u točkama (-4,0), (-1,0), (2,0).  Sve se očituje i na rastavu na faktore:  {\displaystyle x^{3}+3x^{2}-6x-8=(x+4)(x+1)(x-2)\,}.  Drugu mogućnost ilustrira funkcija  {\displaystyle f(x):=x^{3}-2x^{2}+x=x(x-1)^{2}\,}.   Tu je 0 jednostruka, a 1 dvostruka nultočka.  U koordinatnom sustavu to se očituje tako što graf siječe x-os u točki (0,0),a dodiruje je u točki  (1,0) gdje je nultočka dvostruka. Funkcija kubiranja  {\displaystyle f(x):=x^{3}\,}  kojoj je 0 trostruka nultočka, najjednostavniji je primjer treće mogućnosti.  Konačno, posljednju mogućnost ilustrira funkcija {\displaystyle f(x):=x^{3}+x=x(x^{2}+1)=x(x+i)(x-i)\,}.  Vidi se da je 0 jedina (realna) nultočka, dok su -i,i kompleksno-konjugirane.

### Ekstremi kubne funkcije i prijevojna točka
Kritične točke funkcije jesu one  (realne) vrijednosti od x za koje je prva derivacija jednaka nuli.
Kako je f'(x)= 3ax2+2bx+c kvadratna funkcija kojoj je diskriminanta {\displaystyle 2{\sqrt {b^{2}-3ac}}\,},  kubna funkcija ima dva lokalna ekstrema ( lokalni minimum i lokalni maksimum) ako je  {\displaystyle b^{2}-3ac>0\,}.  Ako je pak {\displaystyle b^{2}-3ac\leq 0}, onda je funkcija strogo monotona.  Tada funkcija ima jednu kritičnu točku ako je  {\displaystyle b^{2}-3ac=0}, dok za  {\displaystyle b^{2}-3ac<0} nema ni jednu.
Prijevojna točka (točka infleksije) funkcije f (odnosno njenog grafa) je točka {\displaystyle (x_{0},f(x_{0}))}  tako da je druga derivacija od f u x0 jednaka nuli.  Kako je f''(x)=6ax+2b, kubna funkcija ima jedinstvenu prijevojnu točku i to za  {\displaystyle x_{0}=-{\frac {b}{3a}}\,}, koja je ujedno i kritična ako je {\displaystyle b^{2}-3ac=0\,}, inače nije. Graf kubne funkcije uvijek se sastoji od konveksnog i konkavnog dijela, koji se sastaju u prijevojnoj točki. Ako je a pozitivan prvo dolazi konkavni, a ako je negativan, konveksni dio. Za funkciju f prikazanu grafom je 
{\displaystyle f'(x)=3x^{2}+6x-6} dok je  {\displaystyle f''(x)=6x+6}. Rješavajući pripadne jednadžbe dobije se da su lokalni ekstremi u {\displaystyle x_{1,2}=-1\pm {\sqrt {3}}}, dok je prijevojna točka za {\displaystyle x_{0}=-1} u (-1,0), što se može nazrijeti i iz grafa. Iz grafa se nazire i da je u 
{\displaystyle -1-{\sqrt {3}}} lokalni maksimum, dok je za {\displaystyle -1+{\sqrt {3}}} lokalni minimum. To se može potvrditi i pomoću predznaka druge derivacije.

## Primjena kubne funkcije
Kubne funkcije,  makar jednostavne, obiluju raznim svojstvima:  nultočke,  lokalni ekstremi,  prijevojne točke, sve kombinacije rasta, pada, konveksnosti i konkavnosti.  Zato su pogodne za modeliranje promjene neke veličine u vremenu, ili, općenito, veze među dvjema veličinama, naročito pomoću kubnog splinea.

## Veza s kubnim polinomom
Obično se smatra da između kubne funkcije i kubnog polinoma nema nikakve razlike. Strogo matematički gledano, to nije tako.  Osim zadavanja pravila prema kojemu djeluje, za funkciju je potrebno naznačiti područje definicije i područje vrijednosti, dok se polinom zadaje koeficijentima i naznačavanjem područja kojemu koeficijenti pripadaju (u pravilu neki komutativni prsten).  Ostatci 0, 1, 2 pri dijeljenju s 3 čine polje s obzirom na zbrajanje i množenje modul 3.  Izrazima  {\displaystyle f(x)=x^{3}+2x\,}  i  {\displaystyle f(x)=2x^{3}+x\,}  zadana su dva različita polinoma nad tim poljem  (jer su koeficijenti različiti). Također, zadane su i dvije funkcije kojima su i područje definicije i skup vrijednosti to polje. Te su dvije funkcije jednake (sve su im vrijednosti jednake nuli). Dakle različiti polinomi, ali jednake funkcije.

### Kubni polinom nad poljem racionalnih brojeva
Ako su koeficijenti kubnog polinoma racionalni onda se kaže da je to polinom nad poljem racionalnih brojeva. Općenito, taj se polinom ne može rastaviit na umnožak dvaju polinoma manjeg stupnja s racionalnim koeficijentima, a tek iznimno može. U prvom slučaju polinom nema racionalnih korijena. Tada je njegova Galoisova grupa simetrična grupa {\displaystyle \mathbb {S} _{3}} ili ciklička grupa trećeg reda.

## Kompleksna kubna funkcija
Ako su u (1) koeficijenti a, b, c, d i vrijednosti varijable x kompleksni brojevi (tada se varijabla obično označava kao z), onda su i vrijednosti funkcije kompleksni brojevi pa je f kompleksna funkcija kompleksne varijable, tj. {\displaystyle f\colon \mathbb {C} \rightarrow \mathbb {C} }. Ona je analitička na cijeloj kompleksnoj ravnini (cijela funkcija). Kompleksna kubna funkcija ima tri različite nultočke, dvije različite (od kojih je jedna dvostruka) ili jednu trostruku nultočku. Računajući kratnosti, svaka kompleksna kubna funkcija ima tri nultočke.
S obzirom na kritične vrijednosti ove se funkcije dijele na dvije skupine,već prema tome koliko njihova derivacija (koja je kvadratna funkcija) ima nultočaka. U prvoj su, općoj,  one koje imaju dvije kritične točke, a to su upravo one za koje f'  ima dvije različite nultočke. One imaju dvije kritične vrijednosti (jer su vrijednosti kubne funkcije u različitim kritičnim točkama nužno različite). U drugoj su, posebnoj skupini, one koje imaju jednu kritičnu točku, a to su one f kojima derivacija f'  ima dvostruku nultočku. One imaju jednu kritičnu vrijednost (vrijednost funkcije u kritičnoj točki). Svaka takva funkcija oblika je {\displaystyle f(z)=a(z-z_{0})^{3}+f(z_{0})\ ,z_{0}} joj je kritična točka, a {\displaystyle f(z_{0})} kritična vrijednost. Ona se linearnim transformacijama može svesti na čistu treću potenciju {\displaystyle f(z):=z^{3}}. Opće kubne funkcije, one iz prve skupine, linearnim transformacijama mogu se svesti na jednu izabranu, primjerice na  {\displaystyle f(z):=4z^{3}-3z} (Čebiševljev polinom prve vrste, trećeg stupnja).
Kritične vrijednosti u ovakvim okolnostima imaju posebno značenje i posebno ime: razgraništa ili točke grananja preslikavanja f (odnosno inverzne funkcije od f kao višeznačne funkcije). Ako se kompleksna varijabla slike označi kao w, onda se ovo preslikavanje može zapisati i kao jednadžba f(z)=w. Ta jednadžba za svaki w koji nije točka grananja ima tri različita rješenja kao jednadžba s nepoznanicom z. Tako je preslikavanje f razgranato natkrivanje kompleksne ravnine stupnja 3. S obzirom na točke grananja, kompleksne kubne funkcije dijele se u dvije skupine, one koje imaju dvije i one koje imaju jednu točku grananja.

### Kubna funkcija kao preslikavnje proširene kompleksne ravnine
Kubna je funkcija meromorfna funkcija na proširenoj kompleksnoj ravnini {\displaystyle \mathbb {C} \cup \{\infty \}} (Riemannovoj sferi) - ima pol trećeg reda u beskonačnosti. Razmatrana kao funkcije s Riemannove sfere na Riemannovu sferu, tako de se definira da je {\displaystyle f(\infty )=\infty }, ona je holomorfna (analitička je i oko beskonačnosti). Drugim riječima, kompleksna kubna funkcija definira razgranato natkrivanje trećeg stupnja s Riemannove sfere na Riemannovu sferu. Beskonačnost ({\displaystyle \infty }) je točka grananja tog natkrivanja koje općenito ima tri, iznimno dvije točke grananja (uključujući rečenu točku grananja u beskonačnosti). Općenito, grupa monodromije izomorfna je simetričnoj grupi {\displaystyle \mathbb {S} _{3}}, a iznimno, cikličkoj grupi trećeg reda.